# Formule 1 v roce 1952
III. Mistrovství světa jezdců zahájila 18. května Grand Prix Švýcarska a po 8 závodech 7. září při Grand Prix Itálie 1952 byl znám nový mistr světa. Mistrem světa pro rok 1952 se stal Alberto Ascari.

## Pohled na sezónu
Sezóna 1952 byla poznamenána především rozhodnutím FIA, která koncem roku oznámila, že od roku 1954 bude v platnosti nový sportovní a technický řád omezující motory na 750 cc s kompresorem a 2500 cc bez kompresoru. Poválečná formule měla platit ještě dva roky, ale sezónou 51 zanikla. Důvodem bylo nedostatek vhodných vozů. Alfa Romeo koncem roku 1951 stáhla všechny své vozy a tak ve hře zůstaly jen vozy Ferrari a Maserati. Nikomu se nechtělo vydávat peníze na vozy pro formuli, která má před sebou pouhé dva roky života. FIA proto rozhodla, že v letech 52 a 53 se mistrovství světa bude konat s vozy Formule 2.
Mistrovství světa zahajoval závod v Bernu a shodou okolnosti na startu chyběli dvě největší hvězdy. Fangio, který čekal na příležitost v novém týmu a Ascari, který prezentoval Ferrari na okruhu v Indianapolis. Byl to obchodní a propagačních tah Ferrari, který začal vyrábět cestovní vozy sportovního ducha a chtěl se tak představit americké veřejnosti. Ve velké ceně Švýcarska proto zvítězil Piero Taruffi na Ferrari. Po návratu Ascariho z Ameriky dostali všechny Velké ceny nádech nudnosti. Ve všech zbývajících velkých cenách zvítězil Ascari na Ferrari a stal se tak bezkonkurenčně mistrem světa. Suverenita vozů Ferrari byla patrná ve všech velký cenách. V GP Francie a GP Nizozemska obsadily první tři místa v GP Německa dokonce první čtyři místa. Maserati se dokázalo vzpamatovat až na poslední GP Itálie, kde bylo vozům Ferrari důstojným soupeřem. Dominace Ferrari byla znát i v ostatních závodech a tak se Alberto Ascari stal i mistrem Francie vozů Formule 2, Farina a Villoresi na stejných vozech obsadili druhou respektive třetí příčku.
Úřadujícího mistra světa Juana Manuela Fangia provázela smůla a šampionátu se nemohl zúčastnit. Po odchodu Alfy Romeo nemohl sehnat angažmá v jiném silném týmu a závody absolvoval ve výpujčených vozech. Později získal místo v týmu Maserati, ale havaroval hned v úvodu GP Monzy a za volant závodního vozu se vrátil až v následující sezóně.

## Pravidla
- Boduje prvních pět jezdců podle klíče:
  - 1. 8 bodů
  - 2. 6 bodů
  - 3. 4 body
  - 4. 3 body
  - 5. 2 body
  - 1 bod získá pilot za nejrychlejší kolo
- Do konečné klasifikace se započítávají pouze 4 nejlepší výsledky ze 8 závodů, které jsou v rámci mistrovství světa.
- Technika – Mistrovství světa ježděno s vozy Formule 2. Motory 2000 cm³ bez kompresoru nebo 500 cm³ s přeplňováním
- Hmotnost - hmotnostní limit nebyl stanoven

## Týmy a jezdci

### Vozy
| AFM 6            | Alta F2         | Aston NB 41         | BMW Eigenbau   | BMW Greifzu       | BMW Heck                 |
| BMW Speciale     | Bromme          | Cisitalia D46       | Connaught A    | Cooper T20        | Deidt Tuffanelli Derrico |
| ERA G            | Ewing           | Ferrari 125         | Ferrari 166    | Ferrari 212       | Ferrari 375 S            |
| Ferrari 500      | Frazer Nash 421 | Frazer Nash FN 48   | Gordini T 16   | Gordini T 16 S    | HWM 51                   |
| HWM 52           | Koehnle         | Kurtis              | Kurtis 1000    | Kurtis 2000       | Kurtis 3000              |
| Kurtis 4000      | Kurtis 500 A    | Kuzma Indy Roadster | Lesovsky       | Maserati 4 CLT    | Maserati 8 CTF           |
| Maserati A 6 GCM | Meyer           | OSCA 20             | Pankratz       | Pawl              | R Miller                 |
| Rae              | Schroeder       | Scopa               | Sherman F1     | Simca Gordini T11 | Simca Gordini T15        |
| Snowberger       | Stevens         | Trevis Indycar      | Veritas Meteor | Veritas RS        | Watson Indy Roadster     |

### Jezdci
| George Abecassis   | Fred Agabashian   | Alberto Ascari    | Bill Aston            | Bobby Ball                    |
| Marcel Balsa       | Henry Banks       | Buzz Barton       | Joe Barzda            | Elie Bayol                    |
| Günther Bechem     | Jean Behra        | Tony Bettenhausen | Gino Bianco           | Princ Bira                    |
| Felice Bonetto     | Eric Brandon      | Alan Brown        | Adolf Brudes          | Jimmy Bryan                   |
| Eitel Cantoni      | Bill Cantrell     | Piero Carini      | Duane Carter          | Neal Carter                   |
| Johnny Claes       | Peter Collins     | Franco Comotti    | George Connor         | Alberto Crespo                |
| Tony Crook         | Art Cross         | Jimmy Daywalt     | Toulo de Graffenried  | Max de Terra                  |
| Charles de Tornaco | Duke Dinsmore     | Ken Downing       | Piero Dusio           | Philippe Étancelin            |
| Juan Manuel Fangio | Giuseppe Farina   | Walt Faulkner     | Johnny Fedricks       | Ludwig Fischer                |
| Rudi Fischer       | Jan Flinterman    | George Fonder     | Carl Forberg          | Gene Force                    |
| Dick Frazier       | Paul Frere        | Tony Gaze         | Yves Giraud-Cabantous | Jose Froilan Gonzalez         |
| Cliff Griffith     | Petr Hahn         | Duncan Hamilton   | Sam Hanks             | Gene Hartley                  |
| Mike Hawthorn      | Allen Heath       | Willi Heeks       | Theo Helfrich         | Peter Hirt                    |
| Jackie Holmes      | Jimmy Jackson     | Joe James         | Eddie Johnson         | Danny Kladis                  |
| Hans Klenk         | Ernst Klodwig     | Willi Krakau      | Rudolf Krause         | Chico Landi                   |
| Jud Larson         | Roger Laurent     | Arthur Legat      | Bayliss Levrett       | Andy Linden                   |
| Frank Luptow       | Lance Macklin     | Robert Manzon     | Johnny Mauro          | Ken McAlpine                  |
| Johnny McDowell    | Jack McGrath      | Harry Merkel      | Chet Miller           | Robin Montgomerie Charrington |
| Stirling Moss      | David Murray      | Duke Nalon        | Mike Nazaruk          | Helmut Niedermayr             |
| Robert O Brien     | Reg Parnell       | Johnnie Parsons   | Josef Peters          | Paul Pietsch                  |
| Dennis Poore       | Jim Rathmann      | Jimmy Reece       | Fritz Riess           | Jim Rigsby                    |
| Franco Rol         | Louis Rosier      | Paul Russo        | Troy Ruttman          | Roy Salvadori                 |
| Harry Schell       | Bill Schindler    | Rudolf Schoeller  | Bob Scott             | Doc Shanebrook                |
| Andre Simon        | Chuck Stevenson   | Otis Stine        | Hans Stuck            | Bob Sweikert                  |
| Piero Taruffi      | Bill Taylor       | Eric Thompson     | George Tichenor       | Maurice Trintignant           |
| Toni Ulmen         | Dries van der Lof | Luigi Villoresi   | Bill Vukovich         | Rodger Ward                   |
| Spider Webb        | Chuck Weyant      | Ken Wharton       | Graham Whitehead      | Peter Whitehead               |

## Závody započítávané do MS
| Datum              | Grand Prix                            | Náhled | Akce            | Jezdec                      | Vůz               | Stav MS        |
| ------------------ | ------------------------------------- | ------ | --------------- | --------------------------- | ----------------- | -------------- |
| 1. GP 18. květen   | Švýcarsko Bremgarten (Výsledky)       |        | Závod           | Piero Taruffi               | Ferrari 500       | Piero Taruffi  |
| 1. GP 18. květen   | Švýcarsko Bremgarten (Výsledky)       | Kolo   | Piero Taruffi   | Ferrari 500                 |                   | Piero Taruffi  |
| 1. GP 18. květen   | Švýcarsko Bremgarten (Výsledky)       | Pole   | Giuseppe Farina | Ferrari 500                 |                   | Piero Taruffi  |
| 2. GP 30. května   | Indy 500 Indianapolis (Výsledky)      |        | Závod           | Troy Ruttman                | Kuzma-Offenhauser | Piero Taruffi  |
| 2. GP 30. května   | Indy 500 Indianapolis (Výsledky)      | Kolo   | Bill Vukovich   | Kurtis Kraft-Offenhauser    |                   | Piero Taruffi  |
| 2. GP 30. května   | Indy 500 Indianapolis (Výsledky)      | Pole   | Fred Agabashian | Kurtis Kraft-Cummins Diesel |                   | Piero Taruffi  |
| 3. GP 22. červen   | Belgie Spa-Francorchamps (Výsledky)   |        | Závod           | Alberto Ascari              | Ferrari 500       | Piero Taruffi  |
| 3. GP 22. červen   | Belgie Spa-Francorchamps (Výsledky)   | Kolo   | Alberto Ascari  | Ferrari 500                 |                   | Piero Taruffi  |
| 3. GP 22. červen   | Belgie Spa-Francorchamps (Výsledky)   | Pole   | Alberto Ascari  | Ferrari 500                 |                   | Piero Taruffi  |
| 4. GP 6. červenec  | Francie Rouen-les-Essarts (Výsledky)  |        | Závod           | Alberto Ascari              | Ferrari 500       | Alberto Ascari |
| 4. GP 6. červenec  | Francie Rouen-les-Essarts (Výsledky)  | Kolo   | Alberto Ascari  | Ferrari 500                 |                   | Alberto Ascari |
| 4. GP 6. červenec  | Francie Rouen-les-Essarts (Výsledky)  | Pole   | Alberto Ascari  | Ferrari 500                 |                   | Alberto Ascari |
| 5. GP 19. července | Velká Británie Silverstone (Výsledky) |        | Závod           | Alberto Ascari              | Ferrari 500       | Alberto Ascari |
| 5. GP 19. července | Velká Británie Silverstone (Výsledky) | Kolo   | Alberto Ascari  | Ferrari 500                 |                   | Alberto Ascari |
| 5. GP 19. července | Velká Británie Silverstone (Výsledky) | Pole   | Giuseppe Farina | Ferrari 500                 |                   | Alberto Ascari |
| 6. GP 3. srpen     | Německo Nürburgring (Výsledky)        |        | Závod           | Alberto Ascari              | Ferrari 500       | Alberto Ascari |
| 6. GP 3. srpen     | Německo Nürburgring (Výsledky)        | Kolo   | Alberto Ascari  | Ferrari 500                 |                   | Alberto Ascari |
| 6. GP 3. srpen     | Německo Nürburgring (Výsledky)        | Pole   | Alberto Ascari  | Ferrari 500                 |                   | Alberto Ascari |
| 7. GP 17. srpen    | Nizozemska Zandvoort (Výsledky)       |        | Závod           | Alberto Ascari              | Ferrari 500       | Alberto Ascari |
| 7. GP 17. srpen    | Nizozemska Zandvoort (Výsledky)       | Kolo   | Alberto Ascari  | Ferrari 500                 |                   | Alberto Ascari |
| 7. GP 17. srpen    | Nizozemska Zandvoort (Výsledky)       | Pole   | Alberto Ascari  | Ferrari 500                 |                   | Alberto Ascari |
| 8. GP 7. září      | Itálie Monza (Výsledky)               |        | Závod           | Alberto Ascari              | Ferrari 500       | Alberto Ascari |
| 8. GP 7. září      | Itálie Monza (Výsledky)               | Kolo   | Alberto Ascari  | Ferrari 500                 |                   | Alberto Ascari |
| 8. GP 7. září      | Itálie Monza (Výsledky)               | Pole   | Alberto Ascari  | Ferrari 500                 |                   | Alberto Ascari |

### Švýcarsko
Prvního závodě sezóny na okruhu Bremgarten se neúčastnil hlavní jezdec Ferrari Alberto Ascari, který se účastnil Indy 500. Za Ferrari tedy závodili jako hlavní jezdci Pierro Taruffi and Nino Farina, kteří se společně postarali přední místa na závodním roštu. Farina se kvalifikoval lépe a do 17. kola závod vedl, až do chvíle kdy se na jeho voze vyskytly potíže a musel odstoupit. První místo po něm převzal Taruffi, který svůj vůz dovezl bez jakých koliv komplikací až do cíle na prvním místě. Na podiu ho doplnil Rudi Fischer (Ferrari) a Jean Behra (Gordini).

### Indianapolis 500
Jako obvykle Indy 500 mělo minumální vliv na vývoj šampionátu, až na to že tento rok se jej účastnil závodník evropské části Alberto Ascari. On však ve 40. kole odstoupil. Závod dominoval Bill Vukovich, který v součtu vedl 150 kol, ale jen 8 kol před cílem odstoupil a výhru přenechal Troyi Rutthmanovi, který zvítězil před Jimem Rathmannem a Samem Hanksem.

### Belgie
Alberto Ascari se na 3. kolo šampionátu Formule 1 vrátil do Evropy, kde ho čekal závod ve Spa. S tří sekundovým náskokem si Ascari zajistil pole position. V závodě poté vedl každé kolo kromě prvního, který po dobrém startu vedl Jean Berha. Ten se, ale v průběhu závodu propadl za Ferrari a po kolizi s Taruffim odstoupil. Ascariho na podiu doplnil Farina a Manzon.

### Francie
Dominantní Ferrari pokračovalo i při Velké ceně Francie, kdy na okruhu Rouen-les-Essarts získalo všechny 3 příčky na pódiu a Alberto Ascari vedl všechna kola od pole position až do konce.

### Velká Británie
Alberto Ascari opět s přehledem vyhrál, když všem ostatním jezdcům nadělil alespoň 1 kolo. Byla to třetí Italova výhra v řadě, která dále posílila jeho nakonec úspěšné mistrovské tažení zatím co jeho hlavní konkurent, Nino Farina nedokázal skórovat, přestože získal pole position poté, co zajel s Ascarim totožný čas. Třetí Ferrari Piera Taruffiho na začátku kleslo na deváté místo, ale nakonec se vzpamatovalo a obsadilo druhé místo, zatímco zastávka pro nové zapalovací svíčky znamenala, že Farina skončil na šestém místě. Pro britské vozy a řidiče to byl triumfální den, protože Mike Hawthorn si vyjel své první pódium ve voze Cooper-Bristol, zatímco britská auta a řidiči obsadili ostatní bodovaná místa.

### Německo
Opožděný příchod továrního týmu Maserati nedokázal zastavit nadvládu Ferrari, Alberto Ascari si zajistil svůj první titul mistra světa a zatemnil tak vítězný rekord zraněného Juana Manuela Fangia. Bylo to jeho čtvrté vítězství v řadě za sebou, opět vedlo každé závodní kolo z pole position. Farina skončil druhý a soukromý pilot Ferrari Rudi Fischer skončil třetí před továrním vozem Taruffiho, aby zajistil Ferrari 1-2-3-4. Jean Behra zaznamenal pro Gordini konečné body těsně před dalším vozem Ferrari, tentokrát za volantem Rogera Laurenta.

### Nizozemsko
Neporazitelný Ascari znovu získal pole position a vedl všechna kola závodu. Na pódiu se vedle něj postavil Farina a Villoresi.

### Itálie
Na poslední závod sezóny usedl za volant Maserati José Froilán González, ale ani on nezabránil další výhře Ascariho a to i přes to že první polovinu to byl právě o kdo vedl celé pole. Argentinec nakonec skončil druhý a po celou sezónu byl jediný společně s Farinou, kteří dokázali Ascarimu alespoň trochu vzdorovat.

## Závody nezapočítávané do MS

### Závody vypsané pro vozy Formule 1
| Datum      | Grand Prix        | Okruh          | Vítěz                 | Vůz         | Výsledky |
| ---------- | ----------------- | -------------- | --------------------- | ----------- | -------- |
| 6. duben   | del Valentino     | Valentino Park | Luigi Villoresi       | Ferrari 375 | Výsledky |
| 14. duben  | Richmond Trophy   | Goodwood       | Jose Froilan Gonzalez | Ferrari 375 | Výsledky |
| 11. květen | Eyläintarha       | Djurgards Park | Roger Laurent         | Talbot T26C | Výsledky |
| 1. červen  | Albi              | Albi           | Louis Rosier          | Ferrari 375 | Výsledky |
| 7. červen  | Ulster Trophy     | Dundrod        | Piero Taruffi         | Ferrari 375 | Výsledky |
| 2. srpen   | Daily Mail Trophy | Boreham        | Luigi Villoresi       | Ferrari 375 | Výsledky |

### Série Formule Libre
| Datum        | Grand Prix           | Okruh          | Vítěz                 | Vůz           | Výsledky |
| ------------ | -------------------- | -------------- | --------------------- | ------------- | -------- |
| 13. leden    | Interlagos           | Sao Paulo      | Juan Manuel Fangio    | Ferrari 166FL | Výsledky |
| 20. leden    | da Cidade            | Rio de Janeiro | Jose Froilan Gonzalez | Ferrari 166C  | Výsledky |
| 3. únor      | Boa Vista            | Rio de Janeiro | Juan Manuel Fangio    | Ferrari 166FL | Výsledky |
| 9. březen    | Presidente Perón     | Buenos Aires   | Juan Manuel Fangio    | Ferrari 166FL | Výsledky |
| 16. březen   | Eva Perón            | Buenos Aires   | Juan Manuel Fangio    | Ferrari 166FL | Výsledky |
| 23. březen   | Uruguay              | Piriapolis     | Juan Manuel Fangio    | Ferrari 166FL | Výsledky |
| 30. březen   | Ciudad de Montevideo | Piriapolis     | Juan Manuel Fangio    | Ferrari 166FL | Výsledky |
| 14. prosinec | da Cidade            | Rio de Janeiro | Henrique Casini       | Ferrari V12   | Výsledky |

### Závody vypsané pro vozy Formule 2
| Datum        | Grand Prix               | Okruh         | Vítěz               | Vůz             | Výsledky |
| ------------ | ------------------------ | ------------- | ------------------- | --------------- | -------- |
| 16. březen   | Syrakusi                 | Syrakusi      | Alberto Ascari      | Ferrari 500     | Výsledky |
| 14. duben    | Lavant Cup               | Goodwood      | Mike Hawthorn       | Cooper T20      | Výsledky |
| 19. duben    | Ibsley                   | Ringwood      | Mike Hawthorn       | Cooper T20      | Výsledky |
| 3. květen    | Aston Martin Owners Club | Snetterton    | Dickie Stoop        | Frazer Nash MM  | Výsledky |
| 10. květen   | BRDC                     | Silverstone   | Lance Macklin       | HWM 52          | Výsledky |
| 11. květen   | Neapol                   | Posilippo     | Giuseppe Farina     | Ferrari 500     | Výsledky |
| 1. červen    | des Frontières           | Chimay        | Paul Frère          | HWM 52          | Výsledky |
| 8. červen    | Monza                    | Monza         | Giuseppe Farina     | Ferrari 500     | Výsledky |
| 8. červen    | Circuit du Lac           | Aix-les-Bains | Jean Behra          | Gordini T16     | Výsledky |
| 21. červen   | West Essex CC            | Boreham       | Reg Parnell         | Cooper T20      | Výsledky |
| 27. červenec | Caen                     | Caen          | Maurice Trintignant | Gordini T16     | Výsledky |
| 23. srpen    | National Trophy          | Turnberry     | Mike Hawthorn       | Connaught A     | Výsledky |
| 14. září     | Skarpnacksloppet         | Skarpnack     | Gunnar Carlsson     | Mercury Special | Výsledky |
| 14. září     | Modena                   | Modena        | Luigi Villoresi     | Ferrari 500     | Výsledky |
| 14. září     | Circuit de Cadours       | Cadours       | Louis Rosier        | Ferrari 500     | Výsledky |
| 27. září     | Madgwick Cup             | Goodwood      | Ken Downing         | Connaught A     | Výsledky |
| 4. říjen     | Joe Fry Memorial Trophy  | Castle Combe  | Roy Salvadori       | Ferrari 500     | Výsledky |
| 11. říjen    | Newcastle Journal Trophy | Charterhall   | Dennis Poore        | Connaught A     | Výsledky |

### Mistrovství Francie Formule 2
| Datum        | Grand Prix      | Okruh      | Vítěz                       | Vůz         | Výsledky |
| ------------ | --------------- | ---------- | --------------------------- | ----------- | -------- |
| 14. duben    | Pau             | Pau        | Alberto Ascari              | Ferrari 500 | Výsledky |
| 27. duben    | Marseille       | Marseille  | Alberto Ascari              | Ferrari 500 | Výsledky |
| 25. květen   | Paříž           | Montlhery  | Piero Taruffi               | Ferrari 500 | Výsledky |
| 29. červen   | la Marne        | Reims      | Jean Behra                  | Gordini T16 | Výsledky |
| 13. červenec | Sables d'Olonne | Les Sables | Luigi Villoresi             | Ferrari 500 | Výsledky |
| 10. srpen    | Comminges       | St.Gaudens | Andre Simon/ Alberto Ascari | Ferrari 500 | Výsledky |
| 24. srpen    | La Baule        | La Baule   | Alberto Ascari              | Ferrari 500 | Výsledky |

### Výsledky Mistrovství Francie Formule 2
1. Alberto Ascari 43
2. Giuseppe Farina 22
3. Luigi Villoresi 17
4. Jean Behra 16
5. Louis Rosier 16
6. Piero Taruffi	13
7. Peter Collins	10.5
8. Robert Manzon 9.5
9. "B.Bira" 7.5
10. Johnny Claes 7
11. André Simon 7
12. Emanuel de Graffenried 6
13. Elie Bayol 5
14. Yves Giraud-Cabantous 4
15. Peter Whitehead 3
16. Eugene Martin 2
17. Maurice Trintignant 2
18. Lance Macklin 1.5

### Mistrovství Německé demokratické republiky Formule 2
| Datum     | Grand Prix                           | Okruh                | Vítěz         | Vůz           | Výsledky |
| --------- | ------------------------------------ | -------------------- | ------------- | ------------- | -------- |
| 20. duben | Rostock Osthafenkurs                 | Rostock              | Paul Greifzu  | BMW-Eigenbau  | Výsledky |
| 4. květen | Bernau Autobahnschleife              | Bernau               | Rudolf Krause | BMW-Reif      | Výsledky |
| 2. červen | Leipzig Stadtparkrennen              | Lipsko               | Edgar Barth   | IFA-Kollektiv | Výsledky |
| 8. červen | Strassen-Rennen Halle-Saale-Schleife | Halle-Saale-Schleife | Edgar Barth   | IFA-Kollektiv | Výsledky |
| 17. srpen | Strassen-rennen Leipzig              | Lipsko               | Hans Stuck    | AFM-BMW       | Výsledky |
| 7. září   | Sachsenringrennen                    | Sachsenring          | Edgar Barth   | EMW-BMW       | Výsledky |

### Výsledky Mistrovství NDR Formule 2
1. Edgar Barth	21
2. Ernst Klodwig 10
3. Jurgen Perduss 7
4. Paul Greifzu	6
5. Rudolf Krause 4
6. Heinz Melkus	2
7. Werner Jager	1

### Mistrovství Spolkové republiky Německo Formule 2
| Datum      | Grand Prix                       | Okruh         | Vítěz        | Vůz            | Výsledky |
| ---------- | -------------------------------- | ------------- | ------------ | -------------- | -------- |
| 11. květen | Dessau Autobahnspinne            | Dessau        | Fritz Riess  | Veritas-Meteor | Výsledky |
| 25. květen | Internationales ADAC Eifelrennen | Nürburgring   | Rudi Fischer | Ferrari 500    | Výsledky |
| 31. srpen  | DMV Grenzlandringrennen          | Grenzlandring | Toni Ulmen   | Veritas Meteor | Výsledky |
| 28. září   | Internationales Avusrennen       | AVUS          | Rudi Fischer | Ferrari 500    | Výsledky |

### Výsledky Mistrovství SRN Formule 2
1. Toni Ulmen 16
2. Fritz Riess 12
3. Hans Klenk 12
4. Helmut Niedermayr 3
5. Josef Peters 3
6. Willy Heeks 3

## Konečné hodnocení Mistrovství Světa

### Pohár jezdců
| Poř. | Jezdec                | SUI  | 500 | BEL | FRA  | GBR | GER | NED | ITA | Body      |
| ---- | --------------------- | ---- | --- | --- | ---- | --- | --- | --- | --- | --------- |
| 1    | Alberto Ascari        |      | Ret | 1   | 1    | 1   | 1   | (1) | (1) | 36 (53.5) |
| 2    | Giuseppe Farina       | Ret† |     | 2   | 2    | 6   | 2   | 2   | (4) | 24 (27)   |
| 3    | Piero Taruffi         | 1    |     | Ret | 3    | 2   | 4   |     | 7   | 22        |
| 4    | Rudi Fischer          | 2    |     |     | 11†  | 13  | 3   |     | Ret | 10        |
| =    | Mike Hawthorn         |      |     | 4   | Ret  | 3   |     | 4   | NC  | 10        |
| 6    | Robert Manzon         | Ret  |     | 3   | 4    | Ret | Ret | 5   | 14  | 9         |
| 7    | Troy Ruttman          |      | 1   |     |      |     |     |     |     | 8         |
| =    | Luigi Villoresi       |      |     |     |      |     |     | 3   | 3   | 8         |
| 9    | José Froilán González |      |     |     |      |     |     |     | 2   | 6.5       |
| 10   | Jim Rathmann          |      | 2   |     |      |     |     |     |     | 6         |
| =    | Jean Behra            | 3    |     | Ret | 7    |     | 5   | Ret | Ret | 6         |
| 12   | Sam Hanks             |      | 3   |     |      |     |     |     |     | 4         |
| 13   | Ken Wharton           | 4    |     | Ret |      |     |     | Ret | 9   | 3         |
| =    | Dennis Poore          |      |     |     |      | 4   |     |     | 12  | 3         |
| =    | Duane Carter          |      | 4   |     |      |     |     |     |     | 3         |
| 16   | Alan Brown            | 5    |     | 6   |      | 22  |     |     | 15  | 2         |
| =    | Maurice Trintignant   | DNS  |     |     | 5    | Ret | Ret | 6   | Ret | 2         |
| =    | Paul Frère            |      |     | 5   |      |     | Ret | Ret |     | 2         |
| =    | Felice Bonetto        |      |     |     |      |     | DSQ |     | 5   | 2         |
| =    | Art Cross             |      | 5   |     |      |     |     |     |     | 2         |
| =    | Eric Thompson         |      |     |     |      | 5   |     |     |     | 2         |
| 22   | Bill Vukovich         | 6    | 17  | 12  | Ret† | 19  | 6   | Ret | DNQ | 1         |
| Poř. | Jezdec                | SUI  | 500 | BEL | FRA  | GBR | GER | NED | ITA | Body      |

### Konstruktéři
Pohár konstruktérů se oficiálně pořádá od roku 1958
1. Ferrari 121
2. Gordini 15
3. Kurtis Kraft 13
4. Cooper 12
5. Maserati 8
6. Kuzma 8
7. Coonaught 5
8. Frazer Nash 3
9. Lesovsky 3
10. HWM 2
11. Simca 2

### Národy
1. Itálie 112,5
2. USA 24
3. Velká Británie 20
4. Francie 17
5. Švýcarsko 10
6. Argentina 6,5

## Roční statistiky
| Vítězství         | Vůz        | Motor          | Národ     |
| ----------------- | ---------- | -------------- | --------- |
| Alberto Ascari 6x | Ferrari 7x | Ferrari 7x     | Itálie 7x |
| Piero Teruffi 1x  | Kuzma 1x   | Offenhauser 1x | USA 1x    |
| Troy Ruttman 1x   |            |                |           |

| Pole Position      | Vůz             | Motor      | Národ     |
| ------------------ | --------------- | ---------- | --------- |
| Alberto Ascari 5x  | Ferrari 7x      | Ferrari 7x | Itálie 7x |
| Giuseppe Farina 2x | Kurtis Kraft 1x | Cummins 1x | USA 1x    |
| Fred Agabashian 1x |                 |            |           |

| Nejrychlejší kolo        | Vůz             | Motor          | Národ        |
| ------------------------ | --------------- | -------------- | ------------ |
| Alberto Ascari 6x        | Ferrari 7x      | Ferrari 7x     | Itálie 7x    |
| Piero Teruffi 1x         | Kurtis Kraft 1x | Offenhauser 1x | USA 1x       |
| Bill Vukovich 1x         | Maserati 1x     | Maserati 1x    | Argentina 1x |
| Jose Froilan Gonzalez 1x |                 |                |              |

| Podium                   | Vůz             | Motor          | Národ             |
| ------------------------ | --------------- | -------------- | ----------------- |
| Alberto Ascari 6x        | Ferrari 17x     | Ferrari 17x    | Itálie 15x        |
| Giuseppe Farina 4x       | Kurtis Kraft 2x | Offenhauser 3x | USA 3x            |
| Piero Taruffi 3x         | Gordini 2x      | Gordini 2x     | Francie 2x        |
| Rudi Fischer 2x          | Kuzma 1x        | Bristol 1x     | Švýcarsko 2x      |
| Luigi Villoresi 2x       | Cooper 1x       | Maserati 1x    | Velká Británie 1x |
| Jean Behra 1x            | Maserati 1x     |                | Argentina 1x      |
| Troy Ruttman 1x          |                 |                |                   |
| Jim Rathmann 1x          |                 |                |                   |
| Sam Hanks 1x             |                 |                |                   |
| Robert Manzon 1x         |                 |                |                   |
| Mike Hawthorn 1x         |                 |                |                   |
| Jose Froilan Gonzalez 1x |                 |                |                   |

| Nejrychlejší GP | Jezdec         | Vůz         | Rychlost     |
| --------------- | -------------- | ----------- | ------------ |
| Indy 500        | Troy Ruttman   | Kuzma       | 207,462 km/h |
| Itálie          | Alberto Ascari | Ferrari 500 | 177,091 km/h |
| Belgie          | Alberto Ascari | Ferrari 500 | 165,962 km/h |
| Švýcarsko       | Piero Taruffi  | Ferrari 500 | 148,990 km/h |
| Velká Británie  | Alberto Ascari | Ferrari 500 | 146,337 km/h |
| Německa         | Alberto Ascari | Ferrari 500 | 132,288 km/h |
| Nizozemsko      | Alberto Ascari | Ferrari 500 | 130,521 km/h |
| Francie         | Alberto Ascari | Ferrari 500 | 129,200 km/h |

| Nejtěsnější vítězství | Vítěz          | Druhý           | Rozdíl    |
| --------------------- | -------------- | --------------- | --------- |
| Německa               | Alberto Ascari | Giuseppe Farina | 0:14.100s |
| Nizozemsko            | Alberto Ascari | Giuseppe Farina | 0:40.100s |
| Itálie                | Alberto Ascari | Gonzalez        | 1:01.800s |
| Belgie                | Alberto Ascari | Giuseppe Farina | 1:55.200s |
| Švýcarsko             | Piero Taruffi  | Rudi Fischer    | 2:37.200s |
| Indy 500              | Troy Ruttman   | Jim Rathmann    | 4:02.329s |
| Velká Británie        | Alberto Ascari | Piero Taruffi   | 1 kolo    |
| Francie               | Alberto Ascari | Giuseppe Farina | 1 kolo    |

## Tabulka rekordů
| Jezdci      | Jezdci        | Jezdci      | Jezdci        | Jezdci       |
| Vítězství   | Pole Position | Nej. kolo   | Body          | Podium       |
| ----------- | ------------- | ----------- | ------------- | ------------ |
| Ascari 8x   | Fangio 8x     | Fangio 8x   | Ascari 92,5   | Ascari 12x   |
| Fangio 6x   | Ascari 7x     | Ascari 6x   | Farina 79     | Farina 11x   |
| Farina 4x   | Farina 4x     | Farina 5x   | Fangio 64     | Fangio 8x    |
| Parsons 1x  | Faulkner 1x   | Parsons 1x  | Gonzalez 33,5 | Fagioli 6x   |
| Fagioli 1x  | Nalon 1x      | Wallard 1x  | Fagioli 32    | Gonzalez 6x  |
| Wallard 1x  | Gonzalez 1x   | Taruffi 1x  | Taruffi 32    | Villoresi 5x |
| Gonzalez 1x | Agabashian 1x | Vukovich 1x | Villoresi 26  | Taruffi 4x   |
| Taruffi 1x  |               | Gonzalez 1x | Rosier 16     | Rosier 2x    |
|             |               | Manzon 12   | Chiron 1x     |              |
| Bonetto 10  | Holland 1x    |             |               |              |

| Vozy            | Vozy            | Vozy            | Vozy            |
| Vítězství       | Pole Position   | Nej. kolo       | Podium          |
| --------------- | --------------- | --------------- | --------------- |
| Alfa Romeo 10x  | Alfa Romeo 10x  | Alfa Romeo 13x  | Ferrari 32x     |
| Ferrari 10x     | Ferrari 10x     | Ferrari 7x      | Alfa Romeo 21x  |
| Kurtis Kraft 2x | Kurtis Kraft 3x | Kurtis Kraft 3x | Kurtis Kraft 6x |
| Kuzma 1x        |                 | Maserati 1x     | Deidt 2x        |
|                 |                 | Talbot 2x       |                 |
| Gordini 2x      |                 |                 |                 |
| Maserati 2x     |                 |                 |                 |
| Kuzma 1         |                 |                 |                 |
| Cooper 1        |                 |                 |                 |

| Národy            | Národy            | Národy       | Národy         | Národy        |
| Vítězství         | Pole Position     | Nej. kolo    | Body           | Podium        |
| ----------------- | ----------------- | ------------ | -------------- | ------------- |
| Itálie 14x        | Itálie 11x        | Itálie 12x   | Itálie 281,5   | Itálie 40x    |
| Argentina 7x      | Argentina 9x      | Argentina 9x | Argentina 97,5 | Argentina 14x |
| USA 3x            | USA 3x            | USA 3x       | USA 72         | USA 10x       |
|                   |                   |              | Francie 45     | Francie 4x    |
| Velká Británie 33 | Velká Británie 3x |              |                |               |
| Švýcarsko 12      | Švýcarsko 2 x     |              |                |               |
| Thajsko 5         | Monako 1x         |              |                |               |
| Monako 4          |                   |              |                |               |